# EX-312
La EX-312 es una carretera de titularidad de la Junta de Extremadura. Su categoría es local. La denominación oficial es   EX-312 , de   EX-107  a Higuera de Vargas.

## Historia de la carretera
Es la antigua   BA-202 , cuya nomenclatura cambió a   EX-312  al redefinirse la Red de Carreteras de Extremadura en 1997.

## Inicio
Tiene su origen en la intersección con la   EX-107 , cerca de la localidad de Alconchel.

## Final
El final está en la intersección con la   EX-311  y la   BA-078 , en la localidad de Higuera de Vargas.

## Trazado, localidades y carreteras enlazadas
La longitud real de la carretera es de 11.650 m, de los que la totalidad discurren en la provincia de Badajoz.
Su desarrollo es el siguiente:
| P. K.           | HITO                                      |
| --------------- | ----------------------------------------- |
| 0+000           | Inicio: EX-107 (Alconchel)                |
| 1+970           | Intersección EX-313 (Táliga)              |
| 9+260 - 9+350   | Puente sobre río Alcarrache               |
| 10+630          | Intersección BA-025 (Barcarrota)          |
| 10+810 - 11+650 | Travesía de Higuera de Vargas             |
| 19+070          | Fin: EX-311 / BA-078 (Higuera de Vargas). |

## Otros datos de interés
(IMD, estructuras singulares, tramos desdoblados, etc.).
La carretera tiene una plataforma de 8 metros, con dos carriles de 3 metros y dos arcenes de 1 metro.
Los datos sobre Intensidades Medias Diarias en el año 2006 son los siguientes:
| P. K. | IMD | Ligeros | Pesados | % Pesados |
| ----- | --- | ------- | ------- | --------- |
| 3+000 | 666 | 630     | 36      | 5,4       |

## Evolución futura de la carretera
La carretera se encuentra acondicionada dentro de las actuaciones previstas en el Plan Regional de Carreteras de Extremadura.